# 竹内謙二
竹内 謙二（たけうち けんじ、1895年 - 1978年）は、日本の経済学者。 
新潟県出身。1919年東京帝国大学経済学部卒、大原社会問題研究所、九州帝国大学教授、1931年「仏蘭西重商政策確立史 モンクレチアント其時代」で慶應義塾大学経済学博士。1956年九州大学を定年退官、中央大学教授。アダム・スミス『国富論』を翻訳し、大内兵衛らの誤訳を指摘した。

## 著書
- 『震災当月の東京金融事情概観』九州帝国大学、1924
- 『アダム・スミス研究』有斐閣、1926
- 『重商政策発達史』日本評論社、1932
- 『貿易統制論 現代貿易政策の理論と実際』千倉書房、1933
- 『日本経済の不安性 現経済機構の改造と貿易政策の転換』千倉書房、1934
- 『貿易及貿易統制 基礎経済学全集』東洋出版社、1935
- 『経済原論撮要』慶友社、1948
- 『日本貿易新論』高山書院・経済新書 1948
- 『アダムスミス思想と経済学講義』慶友社、1949
- 『経済原論講義』慶友社、1955
- 『誤訳 大学教授の頭の程』高橋正雄編、有紀書房、1964
- 『金持になる方法の研究』日本評論社、1969
- 『十八世紀のフランス思想界』東京大学出版会、1976

編著
- 『四ケ年計画下の独逸鉄鋼業』編、改造社、1941

### 翻訳
- ロバート・リーフマン『企業合同論』有斐閣、1920
- アダム・スミス『国富論 全訳』有斐閣、1925、のち東京大学出版会
- エンゲルス『英国労働階級の状態』同人社書店、1926
- 『リーフマン企業組織論』訳解、有斐閣、1936
- リカード『経済学及び課税の原理』東京大学出版会、1973